# Hockey Pro League 2021/22 (vrouwen)
De Hockey Pro League 2021/22 voor vrouwen was de derde editie van de Hockey Pro League, een internationaal hockeytoernooi voor landenteams dat wordt georganiseerd door de Internationale Hockeyfederatie (FIH). Het toernooi ging in oktober 2021 van start en liep tot juni 2022.

## Opzet
De deelnemende landen speelden twee keer binnen een kort tijdsbestek tegen elk ander land; of thuis, of uit. Bij de volgende editie van het toernooi wordt dit omgedraaid. Als een van beide onderlinge wedstrijden moest worden afgelast, dan telde de uitslag van de andere wedstrijd dubbel. De wedstrijden werden gespeeld van oktober 2021 tot juni 2022. Het land dat bovenaan eindigde, was de winnaar.

## Deelnemende landen
- Argentinië
- Australië
- België
- China
- Duitsland
- Groot-Brittannië
- Nederland
- Nieuw-Zeeland
- Verenigde Staten

Aanvankelijk zouden de landenteams van Australië en Nieuw-Zeeland aan het toernooi deelnemen, maar deze trokken zich op 17 september 2021 terug vanwege reisbeperkingen die met de coronapandemie samenhangen. De FIH gaf op 8 oktober te kennen dat deze teams worden vervangen door die van India en Spanje.

## Uitslagen
| Pos | Team             | Wed | W  | WNS | VNS | V  | GV | GT | GS  | Ptn |
| --- | ---------------- | --- | -- | --- | --- | -- | -- | -- | --- | --- |
| 1   | Argentinië (C)   | 16  | 13 | 0   | 3   | 0  | 43 | 18 | +25 | 42  |
| 2   | Nederland        | 16  | 10 | 4   | 0   | 2  | 42 | 16 | +26 | 38  |
| 3   | India            | 14  | 6  | 2   | 2   | 4  | 33 | 26 | +7  | 30  |
| 4   | België           | 16  | 9  | 0   | 1   | 6  | 35 | 20 | +15 | 28  |
| 5   | Spanje           | 16  | 5  | 2   | 2   | 7  | 23 | 26 | −3  | 21  |
| 6   | Duitsland        | 16  | 5  | 1   | 2   | 8  | 30 | 27 | +3  | 19  |
| 7   | Engeland         | 14  | 5  | 1   | 1   | 7  | 26 | 35 | −9  | 18  |
| 8   | China            | 16  | 3  | 3   | 0   | 10 | 19 | 42 | −23 | 15  |
| 9   | Verenigde Staten | 16  | 1  | 0   | 2   | 13 | 13 | 54 | −41 | 5   |

1. ↑  De wedstrijden tussen India en Engeland werden afgelast. De zes winstpunten voor beide wedstrijden werden aan India toegewezen.[7]

| 13 oktober 2021 18:00 |         |        |                                                                                               |
| Nederland             | 2–0     | België | Wagenerstadion, Amstelveen Scheidsrechters: Céline Martin-Schmets (BEL) Hannah Harrison (ENG) |
| Welten 1' Moes 52'    | verslag |        | Wagenerstadion, Amstelveen Scheidsrechters: Céline Martin-Schmets (BEL) Hannah Harrison (ENG) |

| 16 oktober 2021 14:00 |         |           |                                                                                      |
| België                | 1–0     | Duitsland | Royal Uccle Sport, Brussel Scheidsrechters: Alison Keogh (IRL) Hannah Harrison (ENG) |
| Ballenghien 53'       | verslag |           | Royal Uccle Sport, Brussel Scheidsrechters: Alison Keogh (IRL) Hannah Harrison (ENG) |

| 17 oktober 2021 14:00            |         |           |                                                                                      |
| België                           | 3–1     | Duitsland | Royal Uccle Sport, Brussel Scheidsrechters: Hannah Harrison (ENG) Alison Keogh (IRL) |
| Vanden Borre 10', 21' De Mot 59' | verslag | Kurz 40'  | Royal Uccle Sport, Brussel Scheidsrechters: Hannah Harrison (ENG) Alison Keogh (IRL) |

| 10 november 2021 18:00       |         |                  |                                                                                         |
| Nederland                    | 3–1     | België           | Wagenerstadion, Amstelveen Scheidsrechters: Laurine Delforge (BEL) Coen van Bunge (NED) |
| Burg 33' Moes 36' Welten 38' | verslag | Vanden Borre 16' | Wagenerstadion, Amstelveen Scheidsrechters: Laurine Delforge (BEL) Coen van Bunge (NED) |

| 31 januari 2022 15:00 |         |                                                                          |                                                                      |
| China                 | 1–7     | India                                                                    | Muscat, Oman Scheidsrechters: Kang Hyun-young (KOR) Cookie Tan (SGP) |
| Deng 43'              | verslag | Navneet 5' Neha 12' Vandana 40' Sushila 47', 52' Sharmila 48' Gurjit 50' | Muscat, Oman Scheidsrechters: Kang Hyun-young (KOR) Cookie Tan (SGP) |

| 1 februari 2022 15:00 |         |                |                                                                           |
| China                 | 1–2     | India          | Muscat, Oman Scheidsrechters: Junko Wagatsuma (JPN) Kang Hyun-young (KOR) |
| Wang 39'              | verslag | Gurjit 3', 49' | Muscat, Oman Scheidsrechters: Junko Wagatsuma (JPN) Kang Hyun-young (KOR) |

| 4 februari 20220 13:30 |         |        |                                                                                    |
| Nederland              | 1–0     | Spanje | Estadio Betero, Valencia Scheidsrechters: Ivona Makar (CRO) Michelle Meister (GER) |
| Matla 41'              | verslag |        | Estadio Betero, Valencia Scheidsrechters: Ivona Makar (CRO) Michelle Meister (GER) |

| 5 februari 2022 18:00                    |         |                                      |                                                                              |
| Nederland                                | 2–2     | Spanje                               | Estadio Betero, Valencia Scheidsrechters: Ivona Makar (CRO) Bruce Bale (ENG) |
| Jansen 12', 25'                          | verslag | Álvarez 21' Giné 36'                 | Estadio Betero, Valencia Scheidsrechters: Ivona Makar (CRO) Bruce Bale (ENG) |
| Shoot-out                                |         |                                      | Estadio Betero, Valencia Scheidsrechters: Ivona Makar (CRO) Bruce Bale (ENG) |
| Sanders Jansen De Waard Verschoor Welten | 3–2     | Iglesias Strappato Giné Barrios Segu | Estadio Betero, Valencia Scheidsrechters: Ivona Makar (CRO) Bruce Bale (ENG) |

| 12 februari 2022 16:30             |         |              |                                                                                      |
| Argentinië                         | 3–1     | België       | CeNARD, Buenos Aires Scheidsrechters: Irene Presenqui (ARG) Catalina Montesino (CHI) |
| Trinchinetti 10', 58' Granatto 55' | verslag | Gerniers 12' | CeNARD, Buenos Aires Scheidsrechters: Irene Presenqui (ARG) Catalina Montesino (CHI) |

| 13 februari 2022 16:30  |         |            |                                                                                      |
| Argentinië              | 3–1     | België     | CeNARD, Buenos Aires Scheidsrechters: Catalina Montesino (CHI) Irene Presenqui (ARG) |
| Gorzelany 37', 43', 59' | verslag | Breyne 11' | CeNARD, Buenos Aires Scheidsrechters: Catalina Montesino (CHI) Irene Presenqui (ARG) |

| 19 februari 2022 19:00                        |         |                           |                                                                                      |
| Argentinië                                    | 5–2     | Engeland                  | CeNARD, Buenos Aires Scheidsrechters: Catalina Montesino (CHI) Irene Presenqui (ARG) |
| Gorzelany 5', 39' Jankunas 13', 55' Thome 37' | verslag | Pearne-Webb 23' Rayer 38' | CeNARD, Buenos Aires Scheidsrechters: Catalina Montesino (CHI) Irene Presenqui (ARG) |

| 20 februari 2022 19:00                                                       |         |                    |                                                                                      |
| Argentinië                                                                   | 5–2     | Engeland           | CeNARD, Buenos Aires Scheidsrechters: Catalina Montesino (CHI) Irene Presenqui (ARG) |
| M. Granatto 5' Triñanes 26' Trinchinetti 28' V. Granatto 35' Albertarrio 49' | verslag | Rayer 48' Hunt 52' | CeNARD, Buenos Aires Scheidsrechters: Catalina Montesino (CHI) Irene Presenqui (ARG) |

| 26 februari 2022 17:00 |         |          |                                                                                              |
| India                  | 2–1     | Spanje   | Kalinga Stadium, Bhubaneswar Scheidsrechters: Céline Martin-Schmets (BEL) Deepak Joshi (IND) |
| Jyoti 20' Neha 52'     | verslag | Segú 18' | Kalinga Stadium, Bhubaneswar Scheidsrechters: Céline Martin-Schmets (BEL) Deepak Joshi (IND) |

| 27 februari 2022 17:00            |         |                                                  |                                                                                              |
| India                             | 3–4     | Spanje                                           | Kalinga Stadium, Bhubaneswar Scheidsrechters: Raghu Prasad (IND) Céline Martin-Schmets (BEL) |
| Sangita 10' Salima 22' Namita 49' | verslag | B. García 4' M. García 15' Iglesias 24' Giné 60' | Kalinga Stadium, Bhubaneswar Scheidsrechters: Raghu Prasad (IND) Céline Martin-Schmets (BEL) |

| 12 maart 2022 17:00                      |         |                                          |                                                                                              |
| India                                    | 1–1     | Duitsland                                | Kalinga Stadium, Bhubaneswar Scheidsrechters: Céline Martin-Schmets (BEL) Javed Shaikh (IND) |
| Navneet 4'                               | verslag | Sippel 5'                                | Kalinga Stadium, Bhubaneswar Scheidsrechters: Céline Martin-Schmets (BEL) Javed Shaikh (IND) |
| Shoot-out                                |         |                                          | Kalinga Stadium, Bhubaneswar Scheidsrechters: Céline Martin-Schmets (BEL) Javed Shaikh (IND) |
| Sharmila Navneet Neha Lalremsiami Monika | 1–2     | Fleschütz Heinz Strauss Wiedermann Nolte | Kalinga Stadium, Bhubaneswar Scheidsrechters: Céline Martin-Schmets (BEL) Javed Shaikh (IND) |

| 13 maart 2022 17:00   |         |                             |                                                                                              |
| India                 | 1–1     | Duitsland                   | Kalinga Stadium, Bhubaneswar Scheidsrechters: Céline Martin-Schmets (BEL) Raghu Prasad (IND) |
| Nisha 40'             | verslag | Wiedermann 29'              | Kalinga Stadium, Bhubaneswar Scheidsrechters: Céline Martin-Schmets (BEL) Raghu Prasad (IND) |
| Shoot-out             |         |                             | Kalinga Stadium, Bhubaneswar Scheidsrechters: Céline Martin-Schmets (BEL) Raghu Prasad (IND) |
| Salima Sangita Sonika | 3–0     | Stoffelsma Frerichs Strauss | Kalinga Stadium, Bhubaneswar Scheidsrechters: Céline Martin-Schmets (BEL) Raghu Prasad (IND) |

| 22 maart 2022 15:30         |         |                      |                                                                                             |
| Duitsland                   | 2–2     | Spanje               | Düsseldorfer HC, Düsseldorf Scheidsrechters: Alison Keogh (IRL) Céline Martin-Schmets (BEL) |
| Maertens 14' Zimmermann 56' | verslag | Barrios 38' Segú 58' | Düsseldorfer HC, Düsseldorf Scheidsrechters: Alison Keogh (IRL) Céline Martin-Schmets (BEL) |
| Shoot-out                   |         |                      | Düsseldorfer HC, Düsseldorf Scheidsrechters: Alison Keogh (IRL) Céline Martin-Schmets (BEL) |
| Schröder Zimmermann Schwabe | 0–3     | Giné Jiménez Barrios | Düsseldorfer HC, Düsseldorf Scheidsrechters: Alison Keogh (IRL) Céline Martin-Schmets (BEL) |

| 23 maart 2022 15:30           |         |        |                                                                                   |
| Duitsland                     | 3–0     | Spanje | Düsseldorfer HC, Düsseldorf Scheidsrechters: Ben Göntgen (GER) Alison Keogh (IRL) |
| Maertens 12', 43' Micheel 36' | verslag |        | Düsseldorfer HC, Düsseldorf Scheidsrechters: Ben Göntgen (GER) Alison Keogh (IRL) |

| 26 maart 2022 14:00      |         |                  |                                                                                               |
| Duitsland                | 2–0     | Verenigde Staten | Warsteiner HockeyPark, Mönchengladbach Scheidsrechters: Alison Keogh (IRL) Sarah Wilson (SCO) |
| Aring 35' Zimmermann 45' | verslag |                  | Warsteiner HockeyPark, Mönchengladbach Scheidsrechters: Alison Keogh (IRL) Sarah Wilson (SCO) |

| 27 maart 2022 12:00                                   |         |                  |                                                                                                |
| Duitsland                                             | 4–0     | Verenigde Staten | Warsteiner HockeyPark, Mönchengladbach Scheidsrechters: Michiel Otten (NED) Alison Keogh (IRL) |
| Micheel 22' Zimmermann 47' Gerstenhöfer 50' Gräve 52' | verslag |                  | Warsteiner HockeyPark, Mönchengladbach Scheidsrechters: Michiel Otten (NED) Alison Keogh (IRL) |

| 2 april 2022 18:00            |         |                  |                                                                                    |
| Nederland                     | 3–0     | Verenigde Staten | Wagenerstadion, Amstelveen Scheidsrechters: Hannah Harrison (ENG) Bruce Bale (ENG) |
| Moes 18' Morgenstern 25', 40' | verslag |                  | Wagenerstadion, Amstelveen Scheidsrechters: Hannah Harrison (ENG) Bruce Bale (ENG) |

| 2 april 2022 17:00 |          |          |                              |
| India              | Afgelast | Engeland | Kalinga Stadium, Bhubaneswar |
|                    | verslag  |          | Kalinga Stadium, Bhubaneswar |

| 3 april 2022 16:30                                                                     |         |                  |                                                                                      |
| Nederland                                                                              | 10–0    | Verenigde Staten | Wagenerstadion, Amstelveen Scheidsrechters: Sarah Wilson (SCO) Hannah Harrison (ENG) |
| Jansen 9', 23', 59' Van Laarhoven 19' Matla 37', 43' Burg 43', 57' Welten 51' Moes 53' | verslag |                  | Wagenerstadion, Amstelveen Scheidsrechters: Sarah Wilson (SCO) Hannah Harrison (ENG) |

| 3 april 2022 17:00 |          |          |                              |
| India              | Afgelast | Engeland | Kalinga Stadium, Bhubaneswar |
|                    | verslag  |          | Kalinga Stadium, Bhubaneswar |

| 8 april 2022 19:30  |         |            |                                                                                     |
| India               | 2–1     | Nederland  | Kalinga Stadium, Bhubaneswar Scheidsrechters: Deepak Joshi (IND) Raghu Prasad (IND) |
| Neha 11' Sonika 28' | verslag | Jansen 40' | Kalinga Stadium, Bhubaneswar Scheidsrechters: Deepak Joshi (IND) Raghu Prasad (IND) |

| 9 april 2022 15:30           |         |                                      |                                                                                     |
| India                        | 1–1     | Nederland                            | Kalinga Stadium, Bhubaneswar Scheidsrechters: Javed Shaikh (IND) Deepak Joshi (IND) |
| Rajwinder 1'                 | verslag | Jansen 54'                           | Kalinga Stadium, Bhubaneswar Scheidsrechters: Javed Shaikh (IND) Deepak Joshi (IND) |
| Shoot-out                    |         |                                      | Kalinga Stadium, Bhubaneswar Scheidsrechters: Javed Shaikh (IND) Deepak Joshi (IND) |
| Jyoti Neha Navneet Rajwinder | 1–3     | Jansen Fortuin Morgenstern Barentsen | Kalinga Stadium, Bhubaneswar Scheidsrechters: Javed Shaikh (IND) Deepak Joshi (IND) |

| 16 april 2022 16:00               |         |                  |                                                                              |
| Argentinië                        | 3–1     | Verenigde Staten | CeNARD, Buenos Aires Scheidsrechters: Suzi Sutton (USA) Maggie Giddens (USA) |
| Costa 34', 60' Sánchez Moccia 35' | verslag | Grega 30'        | CeNARD, Buenos Aires Scheidsrechters: Suzi Sutton (USA) Maggie Giddens (USA) |

| 17 april 2022 16:00                     |         |                  |                                                                                    |
| Argentinië                              | 3–0     | Verenigde Staten | CeNARD, Buenos Aires Scheidsrechters: Suzi Sutton (USA) Germán Montes De Oca (ARG) |
| V. Granatto 18', 34' Sánchez Moccia 46' | verslag |                  | CeNARD, Buenos Aires Scheidsrechters: Suzi Sutton (USA) Germán Montes De Oca (ARG) |

| 23 april 2022 14:00 |         |                                       |                                                                                         |
| Verenigde Staten    | 1–3     | Engeland                              | Karen Shelton Stadium, Chapel Hill Scheidsrechters: Tyler Klenk (CAN) Suzi Sutton (USA) |
| Matson 59'          | verslag | Pearne-Webb 35' Rayer 41' Balsdon 54' | Karen Shelton Stadium, Chapel Hill Scheidsrechters: Tyler Klenk (CAN) Suzi Sutton (USA) |

| 24 april 2022 14:00       |         |                                          |                                                                                            |
| Verenigde Staten          | 2–2     | Engeland                                 | Karen Shelton Stadium, Chapel Hill Scheidsrechters: Suzi Sutton (USA) Maggie Giddens (USA) |
| Rodgers 11' Grega 20'     | verslag | Lock 48' S.Hamilton 58'                  | Karen Shelton Stadium, Chapel Hill Scheidsrechters: Suzi Sutton (USA) Maggie Giddens (USA) |
| Shoot-out                 |         |                                          | Karen Shelton Stadium, Chapel Hill Scheidsrechters: Suzi Sutton (USA) Maggie Giddens (USA) |
| Moyer Sessa Matson Yeager | 1–3     | Hamilton Bourne Petter Pearne-Webb Rayer | Karen Shelton Stadium, Chapel Hill Scheidsrechters: Suzi Sutton (USA) Maggie Giddens (USA) |

| 4 mei 2022 15:00                     |         |                                        | |
| Duitsland                            | 3–4     | Engeland                               | Warsteiner HockeyPark, Mönchengladbach Scheidsrechters: Céline Martin-Schmets (BEL) Sarah Wilson (SCO) |
| Gablać 25' Lorenz 29' Zimmermann 52' | verslag | Balsdon 25' Bourne 33', 57' Howard 47' | Warsteiner HockeyPark, Mönchengladbach Scheidsrechters: Céline Martin-Schmets (BEL) Sarah Wilson (SCO) |

| 5 mei 2022 13:00                                 |         |            | |
| Duitsland                                        | 4–1     | Engeland   | Warsteiner HockeyPark, Mönchengladbach Scheidsrechters: Céline Martin-Schmets (BEL) Sarah Wilson (SCO) |
| Stapenhorst 2' Lorenz 6' Gablać 55' Maertens 58' | verslag | Martin 50' | Warsteiner HockeyPark, Mönchengladbach Scheidsrechters: Céline Martin-Schmets (BEL) Sarah Wilson (SCO) |

| 14 mei 2022 13:00 |         |                |                                                                                                 |
| Spanje            | 0–1     | Argentinië     | Estadi Olímpic de Terrassa, Terrassa Scheidsrechters: Laurine Delforge (BEL) Steve Rogres (AUS) |
|                   | verslag | V. Granatto 4' | Estadi Olímpic de Terrassa, Terrassa Scheidsrechters: Laurine Delforge (BEL) Steve Rogres (AUS) |

| 15 mei 2022 13:00 |         |                 |                                                                                             |
| Spanje            | 0–1     | Argentinië      | Estadi Olímpic de Terrassa, Terrassa Scheidsrechters: Liu Xiaoying (CHN) Steve Rogres (AUS) |
|                   | verslag | Albertarrio 31' | Estadi Olímpic de Terrassa, Terrassa Scheidsrechters: Liu Xiaoying (CHN) Steve Rogres (AUS) |

| 17 mei 2022 13:30 |         |                                               |                                                                                                 |
| China             | 1–3     | Argentinië                                    | Estadi Olímpic de Terrassa, Terrassa Scheidsrechters: Laurine Delforge (BEL) Liu Xiaoying (CHN) |
| Chen 57'          | verslag | Gorzelany 21' Albertarrio 43' V. Granatto 51' | Estadi Olímpic de Terrassa, Terrassa Scheidsrechters: Laurine Delforge (BEL) Liu Xiaoying (CHN) |

| 18 mei 2022 13:30 |         |                                             |                                                                                                |
| China             | 1–3     | Argentinië                                  | Estadi Olímpic de Terrassa, Terrassa Scheidsrechters: Ben Göntgen (GER) Laurine Delforge (BEL) |
| Gu 19'            | verslag | Jankunas 36' Gorzelany 52' Trinchinetti 57' | Estadi Olímpic de Terrassa, Terrassa Scheidsrechters: Ben Göntgen (GER) Laurine Delforge (BEL) |

| 20 mei 2022 18:00 |         |                          |                                                                                  |
| België            | 1–2     | Spanje                   | Wilrijkse Plein, Antwerpen Scheidsrechters: Sarah Wilson (SCO) Ivona Makar (CRO) |
| Ballenghien 5'    | verslag | L. Barrios 43' Oliva 52' | Wilrijkse Plein, Antwerpen Scheidsrechters: Sarah Wilson (SCO) Ivona Makar (CRO) |

| 21 mei 2022 13:30 |         |                                |                                                                                           |
| Duitsland         | 1–2     | Argentinië                     | Ernst Reuter Sportfeld, Berlijn Scheidsrechters: Hannah Harrison (ENG) Alison Keogh (IRL) |
| Huse 41'          | verslag | Trinchinetti 22' Gorzelany 51' | Ernst Reuter Sportfeld, Berlijn Scheidsrechters: Hannah Harrison (ENG) Alison Keogh (IRL) |

| 21 mei 2022 15:30                 |         |                       | |
| Engeland                          | 1–1     | China                 | Lee Valley Hockey and Tennis Centre, Londen Scheidsrechters: Michelle Meister (GER) Liu Xiaoying (CHN) |
| Howard 39'                        | verslag | Gu B. 60+'            | Lee Valley Hockey and Tennis Centre, Londen Scheidsrechters: Michelle Meister (GER) Liu Xiaoying (CHN) |
| Shoot-out                         |         |                       | Lee Valley Hockey and Tennis Centre, Londen Scheidsrechters: Michelle Meister (GER) Liu Xiaoying (CHN) |
| Howard Martin Owsley Peel Balsdon | 3–4     | Luo Li Zhang X. Zhong | Lee Valley Hockey and Tennis Centre, Londen Scheidsrechters: Michelle Meister (GER) Liu Xiaoying (CHN) |

| 21 mei 2022 18:00                   |         |        |                                                                                  |
| België                              | 3–0     | Spanje | Wilrijkse Plein, Antwerpen Scheidsrechters: Sarah Wilson (SCO) Ivona Makar (CRO) |
| Marien 20' Ballenghien 27' Raye 56' | verslag |        | Wilrijkse Plein, Antwerpen Scheidsrechters: Sarah Wilson (SCO) Ivona Makar (CRO) |

| 22 mei 2022 11:30 |         |                                |                                                                                           |
| Duitsland         | 1–3     | Argentinië                     | Ernst Reuter Sportfeld, Berlijn Scheidsrechters: Hannah Harrison (ENG) Alison Keogh (IRL) |
| Lorenz 26'        | verslag | M. Granatto 1', 33' Cedrés 11' | Ernst Reuter Sportfeld, Berlijn Scheidsrechters: Hannah Harrison (ENG) Alison Keogh (IRL) |

| 22 mei 2022 14:30 |         |                            | |
| Engeland          | 1–3     | China                      | Lee Valley Hockey and Tennis Centre, Londen Scheidsrechters: Michelle Meister (GER) Liu Xiaoying (CHN) |
| Balsdon 11'       | verslag | Gu 60' Zhang 32' Cheng 57' | Lee Valley Hockey and Tennis Centre, Londen Scheidsrechters: Michelle Meister (GER) Liu Xiaoying (CHN) |

| 28 mei 2022 13:00             |         |                                        |                                                                              |
| Nederland                     | 1–1     | Argentinië                             | RKHV Union, Malden Scheidsrechters: Ivona Makar (CRO) Michelle Meister (GER) |
| Matla 29'                     | verslag | M. Granatto 58'                        | RKHV Union, Malden Scheidsrechters: Ivona Makar (CRO) Michelle Meister (GER) |
| Shoot-out                     |         |                                        | RKHV Union, Malden Scheidsrechters: Ivona Makar (CRO) Michelle Meister (GER) |
| Matla Jansen Fortuin De Waard | 4–2     | V. Granatto Albertario Thome Gorzelany | RKHV Union, Malden Scheidsrechters: Ivona Makar (CRO) Michelle Meister (GER) |

| 28 mei 2022 14:30                 |         |          | |
| Engeland                          | 3–1     | Spanje   | Lee Valley Hockey and Tennis Centre, Londen Scheidsrechters: Laurine Delforge (BEL) Sarah Wilson (SCO) |
| Ansley 22' Owsley 28' Balsdon 46' | verslag | Giné 41' | Lee Valley Hockey and Tennis Centre, Londen Scheidsrechters: Laurine Delforge (BEL) Sarah Wilson (SCO) |

| 29 mei 2022 13:00                             |         |                                                            |                                                                                   |
| Nederland                                     | 1–1     | Argentinië                                                 | RKHV Union, Malden Scheidsrechters: Céline Martin-Schmets (BEL) Ivona Makar (CRO) |
| Jansen 27'                                    | verslag | M. Granatto 43'                                            | RKHV Union, Malden Scheidsrechters: Céline Martin-Schmets (BEL) Ivona Makar (CRO) |
| Shoot-out                                     |         |                                                            | RKHV Union, Malden Scheidsrechters: Céline Martin-Schmets (BEL) Ivona Makar (CRO) |
| Sanders Matla Fortuin Jansen De Waard Sanders | 3–2     | Sanchez Albertario Toccalino Cedres V. Granatto Albertario | RKHV Union, Malden Scheidsrechters: Céline Martin-Schmets (BEL) Ivona Makar (CRO) |

| 29 mei 2022 14:30 |         |                   | |
| Engeland          | 0–2     | Spanje            | Lee Valley Hockey and Tennis Centre, Londen Scheidsrechters: Laurine Delforge (BEL) Sarah Wilson (SCO) |
|                   | verslag | Giné 20' Segú 60' | Lee Valley Hockey and Tennis Centre, Londen Scheidsrechters: Laurine Delforge (BEL) Sarah Wilson (SCO) |

| 4 juni 2022 14:00                |         |               | |
| Engeland                         | 3–1     | Nederland     | Lee Valley Hockey and Tennis Centre, Londen Scheidsrechters: Alison Keogh (IRL) Sarah Wilson (SCO) |
| Toman 20' Petter 42' Balsdon 52' | verslag | Kerstholt 49' | Lee Valley Hockey and Tennis Centre, Londen Scheidsrechters: Alison Keogh (IRL) Sarah Wilson (SCO) |

| 4 juni 2022                                                       |         |                                         | |
| Spanje                                                            | 1–1     | China                                   | Estadi Olímpic de Terrassa, Terrassa Scheidsrechters: Hannah Harrison (ENG) Michelle Meister (GER) |
| F. Amundson 8'                                                    | verslag | Gu B. 2'                                | Estadi Olímpic de Terrassa, Terrassa Scheidsrechters: Hannah Harrison (ENG) Michelle Meister (GER) |
| Shoot-out                                                         |         |                                         | Estadi Olímpic de Terrassa, Terrassa Scheidsrechters: Hannah Harrison (ENG) Michelle Meister (GER) |
| Iglesias Strappato López García Segú Jiménez Vicente López García | 3–4     | Li H. Zhang Xia. Luo Wang Zhu Luo Li J. | Estadi Olímpic de Terrassa, Terrassa Scheidsrechters: Hannah Harrison (ENG) Michelle Meister (GER) |

| 5 juni 2022 13:00 |         |                                | |
| Engeland          | 1–2     | Nederland                      | Lee Valley Hockey and Tennis Centre, Londen Scheidsrechters: Alison Keogh (IRL) Sarah Wilson (SCO) |
| Rayer 10'         | verslag | Van den Assem 39' Clasener 42' | Lee Valley Hockey and Tennis Centre, Londen Scheidsrechters: Alison Keogh (IRL) Sarah Wilson (SCO) |

| 5 juni 2022 21:30                 |         |       | |
| Spanje                            | 4–0     | China | Estadi Olímpic de Terrassa, Terrassa Scheidsrechters: Hannah Harrison (ENG) Michelle Meister (GER) |
| Giné 7', 37' García 15' Oliva 59' | verslag |       | Estadi Olímpic de Terrassa, Terrassa Scheidsrechters: Hannah Harrison (ENG) Michelle Meister (GER) |

| 7 juni 2022 20:30                           |         |              |                                                                                            |
| België                                      | 3–1     | China        | Wilrijkse Plein, Antwerpen Scheidsrechters: Liu Xiaoying (CHN) Céline Martin-Schmets (BEL) |
| Englebert 11' 'T Serstevens 14' Struijk 31' | verslag | Zhang Y. 53' | Wilrijkse Plein, Antwerpen Scheidsrechters: Liu Xiaoying (CHN) Céline Martin-Schmets (BEL) |

| 8 juni 2022 20:30                  |         |                               |                                                                                            |
| België                             | 1–1     | China                         | Wilrijkse Plein, Antwerpen Scheidsrechters: Liu Xiaoying (CHN) Céline Martin-Schmets (BEL) |
| De Mot 45'                         | verslag | Gu B. 23'                     | Wilrijkse Plein, Antwerpen Scheidsrechters: Liu Xiaoying (CHN) Céline Martin-Schmets (BEL) |
| Shoot-out                          |         |                               | Wilrijkse Plein, Antwerpen Scheidsrechters: Liu Xiaoying (CHN) Céline Martin-Schmets (BEL) |
| Versavel De Mot Ballenghien Breyne | 0–2     | Luo Li H. Chen Ya. Zhang Xia. | Wilrijkse Plein, Antwerpen Scheidsrechters: Liu Xiaoying (CHN) Céline Martin-Schmets (BEL) |

| 11 juni 2022 11:00                                |         |                           |                                                                                           |
| Spanje                                            | 1–1     | Verenigde Staten          | Wilrijkse Plein, Antwerpen Scheidsrechters: Michelle Meister (GER) Laurine Delforge (BEL) |
| Oliva 29'                                         | verslag | Marshall 27'              | Wilrijkse Plein, Antwerpen Scheidsrechters: Michelle Meister (GER) Laurine Delforge (BEL) |
| Shoot-out                                         |         |                           | Wilrijkse Plein, Antwerpen Scheidsrechters: Michelle Meister (GER) Laurine Delforge (BEL) |
| Jiménez Vicente Giné Barrios Iglesias F. Amundson | 4–2     | Caarls Matson Moyer Grega | Wilrijkse Plein, Antwerpen Scheidsrechters: Michelle Meister (GER) Laurine Delforge (BEL) |

| 11 juni 2022 13:30        |         |                                 |                                                                                         |
| Duitsland                 | 2–3     | Nederland                       | Uhlenhorster HC, Hamburg Scheidsrechters: Ivona Makar (CRO) Céline Martin-Schmets (BEL) |
| Strauss 7' Zimmermann 22' | verslag | Albers 33' Welten 42' Matla PC' | Uhlenhorster HC, Hamburg Scheidsrechters: Ivona Makar (CRO) Céline Martin-Schmets (BEL) |

| 11 juni 2022 14:00       |         |                 |                                                                                      |
| België                   | 2–1     | India           | Wilrijkse Plein, Antwerpen Scheidsrechters: Liu Xiaoying (CHN) Hannah Harrison (ENG) |
| Nelen 3' Ballenghien 35' | verslag | Lalremsiami 48' | Wilrijkse Plein, Antwerpen Scheidsrechters: Liu Xiaoying (CHN) Hannah Harrison (ENG) |

| 12 juni 2022 11:00                |         |                        |                                                                                       |
| Spanje                            | 3–2     | Verenigde Staten       | Wilrijkse Plein, Antwerpen Scheidsrechters: Laurine Delforge (BEL) Liu Xiaoying (CHN) |
| S. Barrios 36' B. García 57', 58' | verslag | Matson 29' Hoffman 54' | Wilrijkse Plein, Antwerpen Scheidsrechters: Laurine Delforge (BEL) Liu Xiaoying (CHN) |

| 12 juni 2022 11:30 |         |                                  |                                                                                         |
| Duitsland          | 1–3     | Nederland                        | Uhlenhorster HC, Hamburg Scheidsrechters: Ivona Makar (CRO) Céline Martin-Schmets (BEL) |
| Zimmermann 35'     | verslag | Moes 10' De Waard 22' Jansen 42' | Uhlenhorster HC, Hamburg Scheidsrechters: Ivona Makar (CRO) Céline Martin-Schmets (BEL) |

| 12 juni 2022 14:00                                              |         |       |                                                                                          |
| België                                                          | 5–0     | India | Wilrijkse Plein, Antwerpen Scheidsrechters: Hannah Harrison (ENG) Michelle Meister (GER) |
| Nelen 2' Englebert 4' Raye 19' Vanden Borre 23' Ballenghien 36' | verslag |       | Wilrijkse Plein, Antwerpen Scheidsrechters: Hannah Harrison (ENG) Michelle Meister (GER) |

| 18 juni 2022 11:30      |         |                        |                                                                                            |
| China                   | 3–2     | Verenigde Staten       | Sportpark Hazelaarweg, Rotterdam Scheidsrechters: Laurine Delforge (BEL) Ivona Makar (CRO) |
| Li H. 21' Yuan 22', 50' | verslag | Coruse 51' Rodgers 57' | Sportpark Hazelaarweg, Rotterdam Scheidsrechters: Laurine Delforge (BEL) Ivona Makar (CRO) |

| 18 juni 2022 14:00     |         |            | |
| Engeland               | 2-1     | België     | Lee Valley Hockey and Tennis Centre, Londen Scheidsrechters: Alison Keogh (IRL) Michelle Meister (GER) |
| Howard 42' Balsdon 51' | verslag | Struijk 6' | Lee Valley Hockey and Tennis Centre, Londen Scheidsrechters: Alison Keogh (IRL) Michelle Meister (GER) |

| 18 juni 2022 14:00             |         |                                                            |                                                                                                  |
| India                          | 3–3     | Argentinië                                                 | Sportpark Hazelaarweg, Rotterdam Scheidsrechters: Liu Xiaoying (CHN) Céline Martin-Schmets (BEL) |
| Lalremsiami 4' Gurjit 37', 51' | verslag | Gorzelany 22', 37', 45'                                    | Sportpark Hazelaarweg, Rotterdam Scheidsrechters: Liu Xiaoying (CHN) Céline Martin-Schmets (BEL) |
| Shoot-out                      |         |                                                            | Sportpark Hazelaarweg, Rotterdam Scheidsrechters: Liu Xiaoying (CHN) Céline Martin-Schmets (BEL) |
| Sharmila Neha Monika Sonika    | 2–1     | Jankunas M. Granatto Sánchez Moccia V. Granatto Albertario | Sportpark Hazelaarweg, Rotterdam Scheidsrechters: Liu Xiaoying (CHN) Céline Martin-Schmets (BEL) |

| 19 juni 2022 11:30 |         |                        |                                                                                                 |
| China              | 1–2     | Verenigde Staten       | Sportpark Hazelaarweg, Rotterdam Scheidsrechters: Céline Martin-Schmets (BEL) Ivona Makar (CRO) |
| Zhang Y. 6'        | verslag | Hoffman 14' Hammel 32' | Sportpark Hazelaarweg, Rotterdam Scheidsrechters: Céline Martin-Schmets (BEL) Ivona Makar (CRO) |

| 19 juni 2022 13:00 |         |                                      | |
| Engeland           | 1–4     | België                               | Lee Valley Hockey and Tennis Centre, Londen Scheidsrechters: Alison Keogh (IRL) Michelle Meister (GER) |
| Howard 41'         | verslag | Vanden Borre 12', 33' Rasir 28', 55' | Lee Valley Hockey and Tennis Centre, Londen Scheidsrechters: Alison Keogh (IRL) Michelle Meister (GER) |

| 19 juni 2022 14:00   |         |                                          |                                                                                             |
| India                | 2–3     | Argentinië                               | Sportpark Hazelaarweg, Rotterdam Scheidsrechters: Liu Xiaoying (CHN) Laurine Delforge (BEL) |
| Salima 23' Grace 48' | verslag | Thome 38' Trinchinetti 41' Gorzelany 43' | Sportpark Hazelaarweg, Rotterdam Scheidsrechters: Liu Xiaoying (CHN) Laurine Delforge (BEL) |

| 21 juni 2022 16:30     |         |                                              |                                                                                                  |
| Verenigde Staten       | 2–4     | India                                        | Sportpark Hazelaarweg, Rotterdam Scheidsrechters: Liu Xiaoying (CHN) Céline Martin-Schmets (BEL) |
| Grega 28' Konerth 45+' | verslag | Grace 31' Navneet 32' Sonika 40' Vandana 50' | Sportpark Hazelaarweg, Rotterdam Scheidsrechters: Liu Xiaoying (CHN) Céline Martin-Schmets (BEL) |

| 21 juni 2022 19:00 |         |                           |                                                                                           |
| China              | 1–2     | Nederland                 | Sportpark Hazelaarweg, Rotterdam Scheidsrechters: Laurine Delforge (BEL) Bruce Bale (ENG) |
| Chen Ya. 32'       | verslag | Leurink 29' Verschoor 52' | Sportpark Hazelaarweg, Rotterdam Scheidsrechters: Laurine Delforge (BEL) Bruce Bale (ENG) |

| 22 juni 2022 16:30 |         |                                         |                                                                                       |
| Verenigde Staten   | 0–4     | India                                   | Sportpark Hazelaarweg, Rotterdam Scheidsrechters: Liu Xiaoying (CHN) Bruce Bale (ENG) |
|                    | verslag | Vandana 39', 54' Sonika 54' Sangita 57' | Sportpark Hazelaarweg, Rotterdam Scheidsrechters: Liu Xiaoying (CHN) Bruce Bale (ENG) |

| 22 juni 2022 19:00 |         |                                                         | |
| China              | 0–6     | Nederland                                               | Sportpark Hazelaarweg, Rotterdam Scheidsrechters: Laurine Delforge (BEL) Céline Martin-Schmets (BEL) |
|                    | verslag | Verschoor 13' Albers 15' Matla 18', 32', 35' Welten 45' | Sportpark Hazelaarweg, Rotterdam Scheidsrechters: Laurine Delforge (BEL) Céline Martin-Schmets (BEL) |

| 25 juni 2022 11:30 |         |                                                  |                                                                                                   |
| Verenigde Staten   | 0–5     | België                                           | HC 's-Hertogenbosch, 's-Hertogenbosch Scheidsrechters: Liu Xiaoying (CHN) Sophie Bockelmann (GER) |
|                    | verslag | Versavel 29', 38' Raye 48', 56' Vanden Borre 48' | HC 's-Hertogenbosch, 's-Hertogenbosch Scheidsrechters: Liu Xiaoying (CHN) Sophie Bockelmann (GER) |

| 25 juni 2022 14:00               |         |           |                                                                                            |
| China                            | 3–0     | Duitsland | HC 's-Hertogenbosch, 's-Hertogenbosch Scheidsrechters: Kelly Hudson (NZL) Emi Yamada (JPN) |
| Li H. 10' Zhang Y. 12' Gu B. 51' | verslag |           | HC 's-Hertogenbosch, 's-Hertogenbosch Scheidsrechters: Kelly Hudson (NZL) Emi Yamada (JPN) |

| 26 juni 2022 11:00 |         |                                           |                                                                                                   |
| Verenigde Staten   | 0–3     | België                                    | HC 's-Hertogenbosch, 's-Hertogenbosch Scheidsrechters: Liu Xiaoying (CHN) Sophie Bockelmann (GER) |
|                    | verslag | Ballenghien 26' Gerniers 37' Versavel 52' | HC 's-Hertogenbosch, 's-Hertogenbosch Scheidsrechters: Liu Xiaoying (CHN) Sophie Bockelmann (GER) |

| 26 juni 2022 13:30 |         |                                   |                                                                                            |
| China              | 0–4     | Duitsland                         | HC 's-Hertogenbosch, 's-Hertogenbosch Scheidsrechters: Kelly Hudson (NZL) Emi Yamada (JPN) |
|                    | verslag | Maertens 13', 24', 28' Pieper 56' | HC 's-Hertogenbosch, 's-Hertogenbosch Scheidsrechters: Kelly Hudson (NZL) Emi Yamada (JPN) |

## Eindstand
| Pos. | Team             |
| ---- | ---------------- |
| 1    | Argentinië       |
| 2    | Nederland        |
| 3    | India            |
| 4    | België           |
| 5    | Spanje           |
| 6    | Duitsland        |
| 7    | Engeland         |
| 8    | China            |
| 9    | Verenigde Staten |

## Uitzendrechten
In Nederland was de Hockey Pro League te zien de rechtenhouder Ziggo Sport, die zowel de rechten van het mannen- als het vrouwentoernooi in handen had. Ziggo Sport zond alle wedstrijden van het Nederlandse vrouwenteam live uit op kanaal 14 van Ziggo Sport (gratis beschikbaar voor klanten van tv-aanbieder Ziggo) en op betaalzender Ziggo Sport Totaal.